# Общество друзей русской свободы
Общество друзей русской свободы (англ. Society of Friends of Russian Freedom) — две родственные организации, возникшие в начале 1890-х годов в Англии (апрель 1890 г.) и США (март — апрель 1891 г.) и объединявшие политических и общественных деятелей, сторонников умеренного либерализма и социального реформаторства, выступавших за осуществление социально-политических преобразований в России и оказывавших моральную и материальную поддержку деятелям российского революционного движения («нигилистам») конца XIX — начала XX вв.
Печатный орган Общества — ежемесячный журнал «Свободная Россия» (англ. Free Russia), издававшийся с 1890 по 1915 годы (американское издание было прекращено в 1895 году). В Лондоне ежемесячник редактировал российский политэмигрант Сергей Степняк-Кравчинский (с 1893 — его соратник по эмиграции Феликс Волховский). Издателем американского издания ежемесячника был российский политэмигрант Л. Б. Гольденберг, редактором — Эдмунд Нобл.

## Исторический фон
Как отмечает российский исследователь Д. М. Нечипорук, убийство в 1881 году российского императора Александра II членами террористической организации «Народная воля» вызвало широкий резонанс за рубежом, породив дискуссии о характере политической борьбы российских революционеров («нигилистов»). С середины 1880-х гг. преимущественно негативная реакция в Англии и США на действия народовольцев стала меняться в противоположную сторону, и ключевую роль в этом повороте сыграла опубликованная в журнале «Century» в 1887—1889 гг. серия статей американского журналиста Джорджа Кеннана о сибирской ссылке, в которой он выступил с публичными разоблачениями тяжёлых условий содержания российских политзаключённых.
Ещё одним важным результатом публикаций Кеннана стало возникновение по обе стороны Атлантики движения за «свободную Россию». Под впечатлением прочитанного, отдельные общественные и политические деятели выступили в защиту российских революционеров, боровшихся с самодержавием. В подтверждение правоты своей позиции они ссылались прежде всего на публицистические работы проживавшего с 1884 года в Лондоне С. М. Степняка-Кравчинского, которые пользовались наиболее широкой известностью среди англичан и американцев. Благодаря умелой агитации, смысл которой заключался в изображении российских «нигилистов» и террористов убеждёнными сторонниками конституционного строя и гражданских прав, Степняк-Кравчинский сумел заручиться поддержкой не только английских социалистов, но и других общественных деятелей Англии и США, более умеренных по политическим взглядам. В своих выступлениях они отождествляли российских нигилистов с западными либералами, интерпретируя используемые ими террористические методы как вынужденную меру против «произвола» и «деспотизма» самодержавия.
В свою очередь, по словам российского исследователя, Степняк-Кравчинский и его соратники — Ф. В. Волховский, Л. Б. Гольденберг, Е. Е. Лазарев — со временем стали воспринимать Кеннана, ставшего одним из ярких авторов ежемесячника «Свободная Россия», как лидера движения за «свободную Россию», способного повлиять на формирование зарубежного общественного мнения к царским властям. Развить успех своей агитации русские политэмигранты попытались через создание «обществ друзей русской свободы» в Англии и США.

## Англия
Председателем и казначеем английского «Общества друзей русской свободы», созданного в 1890 году, был Роберт Спенс Уотсон (англ. Robert Spence Watson), юрист и влиятельный политик северной Англии с широкими политическими связями в Лондоне, основатель и президент (1890—1902) Национальной либеральной ассоциации (англ. National Liberal Federation). Уже к лету 1890 г. было налажено издание ежемесячного журнала «Free Russia». Руководящей структурой Общества являлся исполнительный комитет, состоявший из 5-6 человек.
Именно активное участие Р. С. Уотсона привлекло многих английских общественных деятелей и парламентариев, людей самых разных убеждений — либеральной интеллигенции, социалистов и даже нескольких консерваторов. Первая попытка подобного объединения, предпринятая несколько ранее, с опорой на одних лишь английских социалистов, провалилась. «Общество друзей русской свободы», начавшее свою деятельность в 1890 году, оказалось более жизнеспособным, просуществовав до начала Первой мировой войны. По мнению английского историка Б. Холлингсворта, за четверть века Обществу удалось добиться сочувствия к русским революционерам у англичан, а журнал «Free Russia» быстро завоевал репутацию источника, публикующего подлинную информацию о России.
Канадский учёный Д. Синес, напротив, скромно оценивает влияние Общества как на английское общественное мнение, так и на русскую революционную эмиграцию — с одной стороны, это произошло из-за негативного отношения к социализму со стороны английских консерваторов, а с другой стороны, Общество не поддержали и либералы из-за боязни и нежелания навредить едва наметившемуся сближению Англии и России.
Д. М. Нечипорук отмечает, что пропагандистская деятельность английского «Общества друзей русской свободы» разворачивалась на фоне непростых англо-российских взаимоотношений. С одной стороны, это приводило к тому, что многими англичанами агитация в пользу российских революционеров воспринималась негативно как сознательная деятельность, направленная на ухудшение и без того напряжённых англо-русских отношений. Многие либералы, несмотря на своё враждебное отношение к России, отказывались поддерживать движение, которое стремилось дискредитировать российское самодержавие, чтобы не стать заложниками агитации русских революционеров и английских социалистов. Для консерваторов же вступление в организацию было неприемлемым по идеологическим соображениям, ввиду присутствия в ней большого числа социалистов. С другой стороны, английские правительства, независимо от их партийной принадлежности, никак не препятствовали агитации Общества, дабы избежать обвинений в ограничении «традиционного» английского права на убежище политическим эмигрантам. Российские власти, однако, усматривали в такой позиции открытое проявление враждебности к России. Таким образом, деятельность английского «Общества друзей русской свободы» в некоторой степени способствовала ухудшению русско-английских отношений.
Шотландский историк Р. Грант, также анализировавший историю Общества, указывает, что в ходе своего существования оно претерпело эволюцию от либерализма в сторону большей радикализации. По его мнению, полевение организации началось в 1896 г., когда она вместе с «Фондом вольной русской прессы» призывала английских рабочих выразить классовую солидарность и материально поддержать стачку петербургских рабочих-текстильщиков. Р. Грант отмечает, что коренное изменение во взаимоотношениях Англии и России в 1907 г. и взятый курс на союзнические отношения привели к кризису антицаристской агитации. В итоге Общество не пережило начало Первой мировой войны, в которой Англия и Россия выступили союзниками.
Тем не менее ещё в 1905 году, когда член Общества и временный редактор «Свободной России» Давид Соскис, собирая деньги на покупку оружия и боеприпасов для отправки в Россию, обратился за помощью к Роберту Уотсону, тот ответил ему отказом: «Возможно, вы хотите собрать средства с целью поставки того, что я мог бы назвать „военным снаряжением“. Я сомневаюсь, что фонд такого рода получит значительную поддержку. Возможно, есть богатые люди, которые его поддержат, придерживающиеся взглядов на этот вопрос, отличных от моих, но их нужно искать в индивидуальном порядке, и я таких не знаю».
Другой деятель Общества — Феликс Волховский — в 1905 году также принимал участие в отправке в Россию оружия для революционеров, в частности — на пароходе «Джон Графтон».

## США

### Общественное мнение США о России в конце XIX — начале XX вв.
Период 1880-х — 1890-х годов характеризовался изменениями в отношениях России и США, связанными с усилением соперничества во всех сферах государственных отношений и ужесточением политического режима в Российской империи после убийства Александра II. Именно в это время в американском обществе зарождается устойчивый интерес к событиям, происходящим в России, — в частности, к деятельности организации «Народная воля» и российских «нигилистов». Вначале общественность США осудила террористические методы, применяемые российскими революционерами. В то же время царское правительство подвергалось критике за подавление русского освободительного движения, прекращение реформ, отсутствие свободы прессы и органов народного представительства, угнетение евреев и т. п. В американском обществе начал складываться образ России как недемократического государства, где отсутствуют гражданские свободы и применяется насилие в отношении инакомыслящих.
Заключение в 1887 году русско-американского договора о взаимной выдаче преступников приводит к коренным переменам в общественном мнении США — к переходу от традиционных взглядов на Российскую империю как на дружественную державу к так называемому крестовому походу за «свободную Россию». Борьба против ратификации договора в США вызвала к жизни общественное движение, выступавшее за реформирование России на основе принципов свободы и демократии и оказывавшее поддержку российским политическим эмигрантам. В американском обществе появляется немногочисленная, но весьма активная оппозиция царскому режиму, которую представляет небольшая группа русских политэмигрантов, американских журналистов, общественных и политических деятелей, устраивавшая кампании в поддержку дела «русской свободы», оказывавшие значительное влияние на формирование образа России. Под воздействием этой агитации в общественном мнении США происходит сдвиг, который впоследствии приведёт американское общество к русофобским настроениям и к убеждённости в «мессианской роли» США — в том, что США призваны осуществлять освободительную миссию и вмешиваться в дела других стран и народов. От умеренной критики политического режима России общественное мнение США переходит к его активному осуждению.
Определяющими факторами, влияющими на американо-российские отношения на рубеже XIX и XX вв., стали враждебная позиция администрации президента США Теодора Рузвельта и американских СМИ по отношению к России, особенно во время Русско-японской войны, столкновение экономических интересов на Дальнем Востоке и в Маньчжурии, а также трения по «еврейскому вопросу», связанные с ограничениями прав евреев в России и активной эмиграцией российских евреев в США. Увеличение революционной и этноконфессиональной (особенно еврейской) иммиграции из России стало вызывать опасения у американских политиков. В то же время нелегальный статус российских переселенцев в США и нежелание царской администрации решать проблему нелегальной эмиграции из страны стало одним из факторов, способствовавших ухудшению российско-американских отношений в начале XX века. Определённую роль сыграли и действия ряда влиятельных еврейских финансистов, пытавшихся оказывать давление на российские власти с целью заставить их снять этноконфессиональные ограничения на евреев в России.

### Общество американских друзей русской свободы
«Общество американских друзей русской свободы» было создано в марте-апреле 1891 года, после поездки Степняка-Кравчинского в США. Важную роль в его возникновении сыграли бостонские аболиционисты Дж. Хоу и Т. Хиггинсон. Секретарём «Общества американских друзей русской свободы» в начальный период его существования был Эдмунд Нобл. Ещё в августе 1890 г. русский политэмигрант, один из лидеров «Российско-американской национальной лиги» Л. Б. Гольденберг начал издавать в Нью-Йорке американскую версию журнала «Free Russia». До июня 1891 г. он полностью копировал содержание лондонского издания, но с лета 1891 г. стал печатным органом американского Общества американских друзей русской свободы и начал печатать первые оригинальные материалы.
Основной целью Общества было декларировано «оказание моральной и юридической помощи российским патриотам в их стремлении достичь в стране политической свободы и самоуправления». Средством достижения этой цели было «получение и распространение достоверной информации о состоянии российского общества, организация лекций, митингов, обсуждений и использование всех легальных и честных способов воздействия на общественное мнение в Америке, а также создание подобных обществ в других свободных странах».
Члены Общества участвовали в различных пропагандистских кампаниях, некоторые из которых оказали влияние на отношение общественного мнения США к России. Общество занималось антицаристской пропагандой, агитацией за осуществление политических и социальных реформ в России, распространением информации о событиях в России и организацией протестов против политики царского правительства.
Создание Общества поддержали Марк Твен, У. Д. Хоуэллс и другие сторонники аболиционизма и их дети, в том числе сын Уильяма Ллойда Гаррисона. 14 апреля 1891 г. было выпущено воззвание «К друзьям русской свободы» (англ. To the Friends of Russian Freedom), под которым стояли 37 подписей известных общественных деятелей США. Характерно, что американское «Общество друзей русской свободы» было основано именно в Бостоне с его аболиционистскими традициями. Бывшие борцы с рабством, местные общественные деятели и художественная богема с энтузиазмом откликнулись на призыв Степняка-Кравчинского поддержать агитацию против царской России. Общественная деятельница, сторонница расового равноправия в США Л. Уаймен (L. Wyman), размышляя об обстоятельствах возникновения американского отделения Общества, обращала внимание на схожесть мировоззрений американских аболиционистов и Степняка-Кравчинского. Бывшие сторонники отмены рабства, по мнению Уаймен, увидели в нём близкого им по духу человека, который, как и они, был готов посвятить жизнь борьбе за свои убеждения. Секретарь «Общества американских друзей русской свободы» Эдмунд Нобл также указывал на тесную аналогию «между агитацией за отмену рабства в США и движением, которое ныне стремится принести блага свободных институтов политическим рабам в России».
Американцы, поддержавшие российского революционера, исходили, однако, из собственных представлений об идеале «свободной России». Критикуя «деспотическую» российскую власть, самодержавие и православную церковь, «друзья русской свободы» рассматривали Россию как объект воздействия со стороны «цивилизованной» Америки и активно пропагандировали необходимость усвоения Российской империей американских ценностей. Учитывая наличие многолетней традиции дружественного отношения американского народа к России, несмотря на ухудшение взаимоотношений в 1880-е гг. из-за «паспортного конфликта», призывы участников Общества к радикальным изменениям в привычном укладе российской жизни наталкивались на непонимание среди обычных американцев.
Двумя наиболее крупными кампаниями 1890-х гг., в которых участвовали члены Общества, стали кампании по сбору хлеба и денег голодающему населению России (1891—1892 гг.) и за отмену русско-американской конвенции 1887 г. о взаимной выдаче преступников (1893—1894). Малочисленность Общества, однако, не позволила ему стать заметной силой в этих кампаниях.
Состав участников, менявшийся в зависимости от внутриполитической ситуации, никогда не превышал двух сотен. Агитация на страницах «Свободной России» против «исторической дружбы» России и США, которая, по мнению активистов Общества, была невозможна из-за разницы в политических режимах двух стран, велась узким кругом лиц, которым было не под силу привлечь симпатии американцев к борьбе русской оппозиции. За три года существования Общество так и не смогло привлечь на свою сторону достаточного числа сторонников, и даже первоначально поддержавшие создание организации американцы быстро отошли от участия в Обществе. Вся работа лежала в основном на издателе журнала Л. Б. Гольденберге, казначее Ф. Гаррисоне и секретаре Э. Нобле, чьих усилий едва хватало на то, чтобы поддерживать издание «Free Russia». Не получая достаточной материальной помощи от читателей журнала, активисты организации были вынуждены обращаться за поддержкой к влиятельным американским евреям, О. Штраусу и Дж. Шиффу. Недовольные сохранением этноконфессиональных ограничений в отношении евреев в России, они были заинтересованы в финансировании антироссийской агитации. Однако помощь нью-йоркских банкиров помогла продлить существование Общества лишь до середины 1894 г. С истощением денежных средств американские активисты прекратили свою деятельность, так и не добившись своих целей. В мае 1894 г. было принято решение приостановить выпуск журнала в США. Само американское Общество, за исключением небольшой группы в Нью-Йорке, также почти полностью прекратило свою деятельность, что совпало с общим спадом движения за «свободную Россию» в США с середины 1894 г. по 1902 г. В этот период агитацию за «свободную Россию» спорадически пытался возобновить лишь Э. Нобл.
В 1903—1904 гг. в крупных американских городах начал возрождаться интерес к агитации за «свободную Россию». В Бостоне, а затем в Нью-Йорке возникли новые «общества друзей русской свободы». В 1905 г. такие же общества были сформированы в Чикаго, Филадельфии, Вашингтоне, Сан-Франциско, Провиденсе. Все они действовали разрозненно, пока в 1907 году не была возрождена общенациональная организация — Национальный комитет. Собственный печатный орган не был, однако, воссоздан, и участники Обществ распространяли свою агитацию через местные газеты и журналы.
Социальный состав новых «обществ друзей русской свободы» претерпел значительные изменения. Аболиционистов, поддержавших создание организации в первой половине 1890-х гг., сменили их дети, представлявшие новые общественно-политические силы, — такие, как движение за реформу гражданской службы (У. Д. Фулк), суфражизм (Э. С. Блэквелл, Ф. Гаррисон), антиимпериалистическое движение (У. Л. Гаррисон-мл.). Несмотря на критическое отношение к американской действительности, они, как и их предшественники, были уверены в превосходстве американских ценностей и стандартов, которые они призывали утвердить и в России. К потомкам борцов за права негров присоединились работники «сеттльментов» (Л. Уолд), сторонники радикальных социальных реформ и защитники прав иммигрантов, среди которых были и люди, вынужденные покинуть родину, спасаясь от преследования властей.
Участие в работе нью-йоркского и бостонского обществ приняли некоторые лидеры еврейских общин северо-восточных штатов, что было связано с широким общественным резонансом, который получил среди американского еврейства Кишинёвский погром, произошедший 6 (19)—7 (20) апреля 1903 года. Членами общенациональной организации стали влиятельные еврейские предприниматели — Дж. Шифф, И. Селигман, Н. Бижур. Под впечатлением от этих событий Дж. Шифф направил президенту Теодору Рузвельту несколько писем, в которых просил его выступить по дипломатическим каналам в защиту евреев в России.
Как и прежде, некоторые известные американцы, формально вступив в организацию, в действительности не участвовали в последующей деятельности Общества, что позволяло активистам утверждать о широкой поддержке агитации Общества. С другой стороны, в работе отдельных Обществ принимали заметное участие некоторые политики федерального уровня, рассматривавшие участие в движении за «свободную Россию» как осуществление миссии по распространению идеалов американской «цивилизации».
Непосредственно перед началом Первой русской революции и в ходе её «друзья русской свободы» горячо поддержали видных деятелей партии эсеров Е. К. Брешко-Брешковскую (конец 1904), а позднее — Н. В. Чайковского и А. Ф. Аладьина, приезжавших в США за финансовой и моральной поддержкой революции. В начале 1907 г., накануне приезда Аладьина и Чайковского, была воссоздана общенациональная организация «друзей русской свободы» — Национальный комитет. Поездки и публичные выступления деятелей партии эсеров позволили им приобрести не только новых сторонников, но и деньги для борьбы с самодержавием.
Поражение Первой русской революции привело к новому спаду активности членов Общества. В период с 1908 по 1915 г. организация и отдельные её активисты время от времени выступали в прессе в связи с различными общественными кампаниями — в частности, в защиту лиц, осуждённых в России за преступления, совершенные в годы революции. В пропагандистской кампании 1911 г. за отмену русско-американского торгового договора 1832 года, инициированной видными американскими евреями (Дж. Шифф и др.), участвовали лишь отдельные члены Общества по собственной инициативе. С началом Первой мировой войны в общественном мнении США главным врагом «свободы» и «цивилизации» стала Германия, тогда как Россия выступала союзницей Англии и Франции. В этих условиях агитация за «свободную Россию» потеряла свой прежний смысл. В Англии «Общество друзей русской свободы» вообще прекратило своё существование к 1915 г. В США Общество продолжало существовать чисто номинально.
Последний всплеск активности Общества был связан с Февральской революцией 1917 года, уничтожившей самодержавие. Участники Общества с энтузиазмом поддержали политику Временного правительства, но приход большевиков к власти стал для некоторых из них поводом для большого разочарования в перспективах демократического развития России. Хотя никто из лидеров Общества открыто не поддержал установление Советской власти, в начале 1918 года в организации произошёл раскол, который привёл в итоге к прекращению её деятельности. Последнее публичное мероприятие Общества — встреча с Е. К. Брешко-Брешковской — было проведено в Нью-Йорке в начале 1919 г.

## Члены общества
- Роберт Спенс Уотсон (председатель общества)
- Этель Лилиан Войнич
- Джон Гринлиф Уиттьер
- Эдмунд Нобл
- Джейкоб Шифф

### Российские политэмигранты
- Сергей Степняк-Кравчинский
- Феликс Волховский
- Екатерина Брешко-Брешковская
- Давид Соскис